# Search for International Terrorist Entities Institute
Le Search for International Terrorist Entities Institute (SITE Institute) était une organisation non gouvernementale basée aux États-Unis qui dépistait l'activité sur Internet par du renseignement de sources ouvertes des organisations terroristes. Depuis 2008, il a cédé la place au SITE Intelligence Group.
Le SITE Institute a été fondé en 2002 par Rita Katz, une Israélo-Américaine originaire d'Irak (son père a été exécuté accusé d'espionnage au profit d'Israël) immigrée aux États-Unis, et Josh Devon qui faisaient alors partie du Investigative Project (un groupe privé traquant le terrorisme islamiste).

## Vidéo de Ben Laden de 2007
Le 7 septembre 2007, cette société transmet à trois responsables de la Maison-Blanche, du département de la Sécurité intérieure des États-Unis et du National Counterterrorism Center (NCTC), un lien HTML vers une vidéo de Ben Laden interceptée avant sa diffusion probable pour le sixième anniversaire du 11 septembre 2001 en précisant la nécessité de préserver l’anonymat et le secret jusqu’à sa diffusion « officielle » par le réseau terroriste.
Quelques minutes après, plusieurs ordinateurs appartenant à des agences de défense et de l'Intelligence Community commencent à télécharger l’enregistrement.
Le jour même, plusieurs médias, notamment Fox News et American Broadcasting Company diffusent des extraits de la cassette avant de citer SITE comme étant la source.
Pour Rita Katz, le gouvernement fédéral des États-Unis est derrière la fuite. Cette thèse est renforcée par l’ouverture d’une enquête, ainsi que par les renvois de responsabilités réciproques entre la Maison-Blanche et la communauté du renseignement.
Le problème est que cette fuite rend inutilisables, pour Mme Katz et sa société, « des techniques qu’il avait fallu des années pour développer », car dès la diffusion prématurée de la vidéo les sites surveillés par SITE ont fermé, ce qui montre la prise de conscience par Al-Qaïda d’une faille dans son système.
Rita Katz a servi dans l'armée israélienne et a été étudiante en sciences politiques et en histoire à l'université de Tel Aviv. Certains journalistes d'investigations américains estiment que le Mossad « aide » Rita Katz. Mme Katz et son partenaire Josh Devon semblent constamment découvrir les plus incroyables documents des terroristes islamistes, ce que la combinaison des meilleurs services occidentaux de renseignement ne parviennent pas à faire, apparemment,.
SITE Intelligence Group est à l'origine de la publication des vidéos de décapitations en septembre 2014[réf. souhaitée].

## Sources
1. ↑  (fr) « Ben Laden veut intensifier la lutte contre les États-Unis », LCI, 8 septembre 2007.
2. ↑  (en) Does Anyone Take These Al-Qaeda Magazines Seriously?
3. ↑  (fr) recherches-sur-le-terrorisme.com